# Leucania circulus
Leucania circulus är en fjärilsart som beskrevs av Saalmüller 1880. Leucania circulus ingår i släktet Leucania och familjen nattflyn. Inga underarter finns listade i Catalogue of Life.